# Bronzen Soldaat (onderscheiding)
De Bronzen Soldaat is een Nederlandse militaire onderscheiding. De meeste Nederlandse onderscheidingen hebben de vorm van een medaille of kruis aan een lint maar deze Bronzen Soldaat is een uitzondering; het is een uit brons gegoten beeldje van een Nederlandse soldaat.
De Bronzen Soldaat is een interne onderscheiding van de Koninklijke Landmacht. Het werd ingesteld bij beschikking van de minister van Defensie in 1961. De Bronzen Soldaat is de hoogste onderscheiding die door de Bevelhebber der Landstrijdkrachten/Commandant Landstrijdkrachten verleend kan worden. Hogere onderscheidingen zijn het domein van de Nederlandse regering. De Bronzen Soldaat wordt toegekend aan personen die "bijzondere militaire verrichtingen hebben vertoond en zich al meerdere malen hebben onderscheiden".
De bezitter van het beeldje is gerechtigd tot het dragen van het gouden erekoord. Dit is in feite een rood erekoord, met gouddraad doorweven. Er is geen baton of medaille aan de onderscheiding verbonden.
Tot 2015 zijn 23 exemplaren van het beeldje uitgereikt. In dat jaar ontving de commandant Landstrijdkrachten luitenant-generaal Mart de Kruif de onderscheiding uit handen van zijn plaatsvervanger generaal-majoor Marc van Uhm.

## Gedecoreerd met de Bronzen Soldaat
- 1963: generaal Speidel
- 1965: inspecteur-generaal der Krijgsmacht Bernhard der Nederlanden
- 1968: generaal Hackett
- 1971: reskpl1 TS W.A. Bisselink
- 1972: reskpl1 TS Pesuwarissa
- 1974: sergeant-majoor Boom
- 1976: korporaal der eerste klasse Van Egmond
- 1977: luitenant-generaal Gitz
- 1981: adjudant onderofficier Severijns
- 1983: generaal-majoor Von Rodde
- 1983: sergeant-majoor Nienhaus
- 1985: luitenant-generaal Roos
- 1986: adjudant onderofficier Van Ieperen
- 1989: sergeant der eerste klasse Jaspers
- 1989: generaal-majoor der Artillerie Joost Schaberg
- 1991: adjudant onderofficier Schaftenaar
- 2001: luitenant-generaal der Genie Maarten Schouten, voormalig Bevelhebber der Landstrijdkrachten
- 2005: luitenant-generaal der Genie Marcel Urlings, voormalig Bevelhebber der Landstrijdkrachten
- 2008: luitenant-generaal der Infanterie Peter van Uhm, voormalig commandant Landstrijdkrachten
- 2009: luitenant-kolonel der Infanterie Ries Engbersen, oud-commandant Gevechtstrainingschool en oud-compagniecommandant Dutchbat 4 (UNPROFOR).
- 2012: brigade-generaal der Infanterie Otto van Wiggen, oud-commandant 11 Luchtmobiele Brigade "7 December"
- 2012: kapitein b.d. Siem Boons, beheerder Museum Korps Commandotroepen
- 2013: ritmeester Ruud de Graaff, Hoofd Productie 106 Inlichtingeneskadron
- 2015: luitenant-generaal der Infanterie Mart de Kruif, commandant Landstrijdkrachten
- 2016: adjudant der huzaren H.P. Oesterholt, oud Eskadronsadjudant 43BVE
- 2020: adjudant onderofficier Nico Spierenburg, Krijgsmachtadjudant